# Dezyderata
Dezyderata, oryg. ang. Desiderata (dezyderaty, życzenia) – poemat napisany przez Maxa Ehrmanna, zawierający wskazówki na temat dobrego życia.
Polskie tłumaczenie Dezyderatów w przekładzie Andrzeja Jakubowicza ukazało się w książce Kazimierza Jankowskiego „Hipisi w poszukiwaniu ziemi obiecanej” (Warszawa 1972).
Odwoływali się do niego hippisi, jest też popularny wśród uczestników ruchu Anonimowych Alkoholików.

## Historia tekstu
Utwór powstał w 1927 r. W 1933 r. autor złożył go w formie życzeń na Boże Narodzenie dla przyjaciół. W 1948 r. wdowa po Ehrmannie opublikowała go w tomiku The poems of Max Ehrmann, skąd dwa lata później, w 1950 r., trafił do cotygodniowej gazetki parafialnej, publikowanej przez pastora episkopalnego Starego Kościoła pod wezwaniem Św. Pawła w Baltimore (Old St. Paul Church). Dopiero tą drogą poemat Dezyderata dostał się do kultury masowej.
Pogłoska na temat anonimowego autora i błędna data powstania utworu – 1692 rok – pochodzą stąd, że pierwsza strona gazetki, na której znajdował się tekst Dezyderatów, miała stopkę z informacją: „Stary kościół św. Pawła” i datą 1692 (w rzeczywistości to data powstania parafii i budowy pierwszego, już nieistniejącego, kościoła). Wskutek częstego kopiowania jedynie tej strony, informacja zaczęła być błędnie interpretowana.

## Piosenki i nawiązania
Poemat posłużył jako tekst znanej piosenki Lesa Crane’a z muzyką Freda Wernera (po raz pierwszy nagranej w 1970 r. przez brytyjską grupę Every Which Way) oraz popularnej w Polsce piosenki kabaretu Piwnica pod Baranami z muzyką Piotra Walewskiego. Na jego podstawie piosenkę Desiderata napisał polski raper Sokół z zespołu WWO (płyta Masz i pomyśl), a zespół NAIV piosenkę Dezyderata znajdującą się na płycie Przedświt. Wałbrzyski raper Szad również wykorzystał tekst Dezyderatów w ostatniej zwrotce Pytam się czy znasz mój styl, na swojej pierwszej solowej płycie 21 Gramów. Utwór 1692, nawiązujący do tego tematu, znalazł się na płycie love, peace, noise zespołu Ewa Braun.
W 1997 r. w Chicago Tribune pojawił się satyryczny felieton Wear Sunscreen, który w 1998 r. znalazł się na płycie Baza Luhrmanna w postaci piosenki Everybody’s Free (To Wear Sunscreen) wykonywanej przez aktora Lee Perry’ego i Quindona Tarvera (chórki). Jej tekst nawiązuje stylem do utworu Ehrmanna, a wykonanie do piosenki Lesa Crane’a. Ten utwór także doczekał się swoich parodii.